# Scrivimi/Abitudini
Scrivimi/Abitudini è un singolo di Nino Buonocore del 1990.

## Descrizione
Entrambi i brani sono contenuti nell'album Sabato, domenica e lunedì e sono arrangiate da Nino Buonocore.

## Tracce
LATO A
1. Scrivimi (testo: Adelmo Buonocore, Michele De Vitis – musica: Adelmo Buonocore)

LATO B
1. Abitudini (testo: Adelmo Buonocore, Michele De Vitis – musica: Adelmo Buonocore)